# Tanyura bifissura
Tanyura bifissura är en tvåvingeart som beskrevs av Kim 1994. Tanyura bifissura ingår i släktet Tanyura och familjen lövflugor. Inga underarter finns listade i Catalogue of Life.